# Electrochemical and Solid-State Letters
Pour les articles homonymes, voir ESL.
Electrochemical and Solid-State Letters (abrégé en Electrochem. Solid State Lett. ou ESL) est une revue scientifique à comité de lecture mensuelle qui publie des articles dans l'interface de la chimie du solide et de l'électrochimie.
D'après le Journal Citation Reports, le facteur d'impact de ce journal était de 1,837 en 2009. Actuellement, le directeur de publication est Dennis W. Hess (Georgia Institute of Technology, États-Unis).